# 住金物産
住金物産株式会社（すみきんぶっさん、英文社名：Sumikin Bussan Corporation）は、かつて存在した新日鐵住金グループ（現・日本製鉄グループ）の専門商社である。

## 概要
新日鐵住金グループの企業であり、以前は住友グループ広報委員会にも参加していた。同じく大阪に本社を置く伊藤忠商事、阪和興業、岩谷産業、長瀬産業、稲畑産業、山善などと並ぶ在阪商社の一つである。
2013年10月1日に、同じく新日鐵住金グループの専門商社である日鐵商事と合併し、日鉄住金物産（現・日鉄物産）が発足した。

## 主力製品・事業
鉄鋼
- 鋼管、鋼板、条鋼、線材、建材などの各種の鉄鋼製品

産機・インフラ事業
- 機械設備、鋳鍛鋼品、精密加工品、鉄道車両品、アルミニウム・銅など非鉄金属、炭素繊維、工業団地の運営・販売、電力事業、太陽光発電

繊維
- レディス衣料、メンズ衣料、機能衣料（スポーツ衣料、ユニホーム）、ホームファッション（寝具・寝装品）

食糧
- ビーフ、ポーク、チキン等の輸入食肉、　畜肉加工品、農水産加工品

## 沿革
- 1941年（昭和16年）4月12日 - 住友金属工業（現・日本製鉄）本体の金属・鋼材類の製造・販売を行う企業として、指定問屋4社が合併してヰゲタ（いげた）鋼管販売株式会社設立
- 1944年（昭和19年）3月 - ヰゲタ鋼管株式会社に商号変更
- 1962年（昭和37年）10月 - 山本鋼業株式会社を合併し、商号を住金物産株式会社に変更
- 1967年（昭和42年）11月 - 北九州市の小倉製鉄所の関連企業・株式会社桝谷商会を合併。
- 1993年（平成5年）6月30日  - イトマン事件に絡み経営が悪化した総合商社のイトマン株式会社を合併し、繊維、食糧を扱う総合商社となる。
- 1996年（平成8年）  - 大阪証券取引所第1部へ上場。
- 2006年（平成18年） - 東京証券取引所第1部へ上場。
- 2010年（平成22年） - 大阪本社移転（9月21日より業務開始）
- 2013年（平成25年）10月1日 - 日鐵商事株式会社に合併し解散。日鐵商事株式会社は商号を日鉄住金物産株式会社に変更。

## 拠点
本社所在地
- 大阪本社 - 大阪府大阪市西区新町一丁目10番9号
- 東京本社 - 東京都港区赤坂八丁目5番27号

## 主要関係会社

### 国内グループ企業
- 住金物産コイルセンター
- イゲタサンライズパイプ
- 住金物産建材
- 住金システム建築
- NST日本鉄板
- ナカキンリース
- 岡山原田鋼管
- 住金物産特殊鋼
- 西日本鋼業
- イズミ鋼板工業
- 住金物産マテックス
- 住金物産マテリアル
- エム・アイ・ケー
- 荒井製作所
- エスビーリビング
- イスト
- サンペックス
- ファッションネット
- エスビープラニング
- スミザック
- 遊心クリエイション
- 荻原
- 瀧本
- つぼ八

### 海外グループ企業
- Kentucky Steel Center, Inc.
- Kitagawa-Northtech Inc.
- JR Manufacturing, Inc.
- Productos Doblados de Mexico S.A. de C.V.
- 上海藝友金属制品有限公司
- 上海伊而国際時装有限公司
- 上海泉水紡織有限公司
- 無錫日新時装有限公司
- 東莞住金物産金属制品有限公司
- 百事徳機械(江蘇)有限公司
- 乾杯股份有限公司
- SB Saigon Fashion Co., Ltd.
- SB Pearl Fashion Co., Ltd.
- SB Coil Center (Thailand) Ltd.
- Rojana Industrial Park Public Co., Ltd.
- PT. Bengawan Solo Garment Indonesia
- Sumikin Bussan Steel Service Center India Pvt. Ltd.